# Archibald Scott Couper

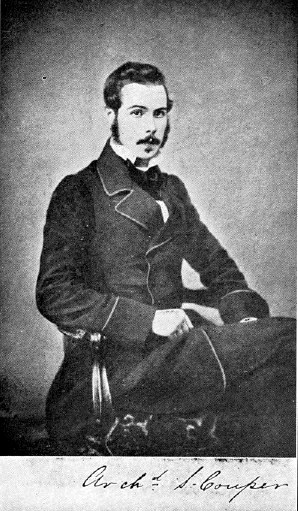
Archibald Scott Couper

Archibald Scott Couper (* 31. März 1831 in Kirkintilloch, Schottland; † 11. März 1892 ebenda) war ein schottischer Chemiker, der eine frühe Theorie der chemischen Struktur und Bindung aufstellte. Er entwickelte die Vorstellung von vierwertigen Kohlenstoffatomen, die sich zu großen Molekülen zusammenschließen. Er war überzeugt, dass die Bindungsordnung der Atome in einem Molekül aus seinen chemischen Eigenschaften bestimmt werden kann.

## Leben und Werk
Couper war der einzige überlebende Sohn eines wohlhabenden Textilfabrikbesitzers bei Glasgow. Er studierte an den Universitäten von Edinburgh und Glasgow und mit Unterbrechungen während der Jahre 1851–54 auch in Deutschland. Formell begann er sein Chemiestudium im Herbst 1854 an der Universität in Berlin. 1856 ging er an das private Laboratorium von Charles Adolphe Wurtz an der medizinischen Fakultät in Paris (der heutigen Universität Paris V).
Couper veröffentlichte seine „Neue chemische Theorie“ am 14. Juni 1858 in komprimierter Form auf Französisch, dann im August 1858 in ausführlichen Arbeiten auf Französisch und Englisch. Couper entwickelte die Idee, dass Kohlenstoffatome sich miteinander verbinden können, wobei sie Regeln der Wertigkeit folgen. Er tat dies unabhängig von einer Arbeit, in der August Kekulé dasselbe Konzept beschrieb. Die These, dass der Kohlenstoff vierwertig sei, hatte Kekulé schon 1857 vorgebracht. Infolge eines Missverständnisses mit Wurtz erschien Kekulés Arbeit im Mai 1858 als erste im Druck, so dass die Priorität als Entdecker der Selbstverknüpfung des Kohlenstoffs an Kekulé ging. Als Couper verärgert Wurtz zur Rede stellte, verwies ihn Wurtz aus dem Laboratorium.
Im Dezember 1858 wurde Couper eine Assistentenstelle an der Universität von Edinburgh angeboten. Nach seiner Enttäuschung begann es jedoch mit Coupers Gesundheit bergab zu gehen. Im Mai 1859 erlitt er einen Nervenzusammenbruch und ging als Privatpatient in eine Heilanstalt. Als er im Juli 1859 entlassen wurde, kam es fast unmittelbar darauf zu einem Rückfall, der als Folge eines Sonnenstichs erklärt wurde. Die Behandlung wurde bis November 1862 fortgesetzt. Aber Coupers Gesundheit war nun so angeschlagen, dass er zu keiner ernsthaften Arbeit mehr imstande war. Die letzten 30 Jahre seines Lebens verbrachte er in der Obhut seiner Mutter.

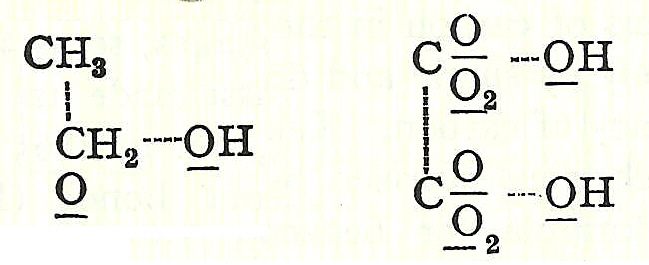
Archibald Coupers Strukturformeln für Alkohol und Oxalsäure. Dabei stehen Elementsymbole für Atome und Linien für Bindungen. (1858)

Coupers Forschung unterschied sich auf mehrerlei Weise von der Kekulés. Im Gegensatz zu Kekulé war er offen für die Idee eines zweiwertigen Kohlenstoffs. In seinem Aufsatz konnte er mehr aufgeklärte Formeln vorweisen als Kekulé. In zwei Fällen schlug er sogar heterozyklische Formeln vor, die Kekulé möglicherweise bei der späteren Aufklärung der Struktur des Benzolringes beeinflusst haben. Couper nahm als Atomgewicht des Sauerstoffs 8 anstatt 16 an, so dass in Coupers Formeln zweimal so viele Sauerstoffatome sind wie in denen von Kekulé. Couper zeichnete gepunktete und gestrichelte Linien zwischen den Atomen in seinen Formeln, was dem Erscheinungsbild späterer Formelzeichnungen schon nahekommt. In dieser Hinsicht hatte seine Arbeit wahrscheinlich Einfluss auf die frühen Strukturtheoretiker Alexander Michailowitsch Butlerow und Alexander Crum Brown.